# Burmattus gerensis
Burmattus gerensis är en spindelart som först beskrevs av Hu 2001.  Burmattus gerensis ingår i släktet Burmattus och familjen hoppspindlar. Inga underarter finns listade.